# Гавр (фильм)
«Гавр» (фр. Le Havre) — кинофильм финского режиссёра Аки Каурисмяки, вышедший на экраны в 2011 году, совместное производство Финляндии, Франции и Германии.
Премьера фильма состоялась 17 мая 2011 года в рамках 64-го Каннского кинофестиваля — фильм был включён в конкурсную программу. 8 сентября 2011 года фильм вышел в прокат в Германии, 9 сентября — в Финляндии, 21 декабря — во Франции, 21 июня 2012 года — в России. В январе 2012 года фильм победил в 6 номинациях (в том числе «лучший фильм года») на премию «Юсси», главную кинематографическую премию Финляндии.

## Сюжет
Марселю Марксу уже много лет, он бывший писатель и бывший представитель богемы, давно уже похоронивший свои литературные мечты. Маркс живёт в добровольном изгнании в портовом городе Гавре, став чистильщиком обуви. Его мир ограничен работой, женой Арлетти и любимым баром — и такое существование его вполне устраивает. Неожиданно в его судьбу вторгается несовершеннолетний беженец из Африки. Арлетти тем временем заболевает — и Марсель оказывается единственным, кто в состоянии помочь мальчику в противостоянии с бездушной бюрократической машиной. Он помогает мальчику скрываться от полиции, а затем перебраться в Лондон.

## В ролях
Как в главной мужской, так и в главной женской роли снялись артисты, с которыми Каурисмяки работал и во многих предыдущих своих фильмах — Андре Вильм и Кати Оутинен.
- Андре Вильм — Марсель Маркс
- Кати Оутинен — Арлетти
- Жан-Пьер Дарруссен — комиссар Моне
- Блонден Мигель — Идрисса
- Элина Сало[фр.] — Клер
- Эвелин Диди[фр.] — Иветта
- Квок Дунг Нгуен — Чанг
- Франсуа Монни — бакалейщик
- Роберто Пьяцца — Маленький Боб (англ. Little Bob; в роли самого себя)
- Пьер Этекс — доктор Беккер
- Жан-Пьер Лео — доносчик
- собака по кличке Лайка — камео

## Работа над фильмом
В одном из интервью Каурисмяки сказал, что не верит в кино, которое «преподносит уроки» и что у него «нет никакого послания к человечеству», а фильм «Гавр» не стоит рассматривать как сказку о взаимной поддержке бедняков. В то же время, по его словам, он старался сделать финал фильма таким, «чтобы у зрителей не осталось причин для пессимизма». Организовав тестовые показы, он смотрел на реакцию публики. «Если бы зрители не улыбались, я бы понял, что снял фильм напрасно. Впрочем, если бы зрители смеялись в голос, я бы тоже расстроился…»

Ничего не может быть лучше, чем выйти из кино в прекрасном настроении. Мне льстит, когда я думаю, что режиссёр может управлять зрителями, как дирижёр — оркестром.
— Аки Каурисмяки (2012)

## Реакция
Критики отметили ретро-стилистику фильма; в рецензиях упоминаются такие имена, как Чарли Чаплин, Ясудзиро Одзу, Жан-Пьер Мельвиль, Жак Тати. Кроме того, участие в фильме знаменитого французского актёра Жан-Пьера Лео (в эпизодической роли доносчика) выглядит как оммаж Франсуа Трюффо, у которого Лео сыграл свои наиболее значительные роли.

## Из беседы с режиссёром
— Складывается такое впечатление, будто рост насилия в окружающем нас мире лишь повышает вашу веру в человеческое начало. Можно ли назвать вас безнадёжным оптимистом?

— Я всегда отдавал предпочтение той версии сказки о Красной Шапочке, где она съедает волка, а не он её. Конечно, в настоящей жизни я предпочитаю волков бледнолицым с Уолл-Стрита.

## Награды и номинации
В сентябре 2011 года национальное жюри Финляндии выдвинуло фильм на премию «Оскар» в номинации «Лучший фильм на иностранном языке», но по итогам отбора он не вошёл в объявленный 18 января 2012 года так называемый «короткий лонг-лист» претендентов, состоящий из 9 фильмов.
- 2011, май — «Премия критиков (Приз ФИПРЕССИ)» и Приз экуменического жюри (специальное упоминание) на Каннском кинофестивале[8], а также Специальная премия собачьего жюри (собаке по кличке Лайка — «актёру в пятом поколении»)[9].
- 2011, июль — приз за лучший зарубежный фильм на кинофестивале «Фильмфест» в Мюнхене[10].
- 2011, июль — Приз зрительских симпатий на Санкт-Петербургском Международном Кинофоруме[10].
- 2011, октябрь — Приз зрительских симпатий на Международном кинофестивале в Рейкьявике[11].
- 2011, октябрь — Главный приз «Золотой Хьюго» на Международном кинофестивале в Чикаго[12].
- 2011, декабрь — Премия имени Луи Деллюка (Франция) за лучший фильм[13].
- 2011 — попадание в пятёрку лучших зарубежных фильмов года по версии Национального совета кинокритиков США.
- 2011 — номинация на премию «Спутник» за лучший зарубежный фильм.
- 2011 — 4 номинации на премию Европейской киноакадемии: лучший фильм (Фабьен Вонье, Райнхард Брундиг, Аки Каурисмяки), лучший режиссёр (Аки Каурисмяки), лучший сценарий (Аки Каурисмяки), лучший актёр (Андре Вильм).
- 2012, 29 января — 6 национальных премий «Юсси»: лучший фильм года, лучшая режиссура, лучший сценарий (все — Аки Каурисмяки), лучшая актриса второго плана (Элина Сало), лучшая операторская работа (Тимо Салминен), лучший монтаж (Тимо Линнасало). Кроме того, лента была номинирована в трёх категориях: лучший актёр второго плана (Жан-Пьер Дарруссен), лучшая работа художника (Воутер Зон), лучшие костюмы (Фредерик Камбье)[14].
- 2012 — три номинации на премию «Сезар»: лучший фильм (Фабьен Вонье, Аки Каурисмяки), лучший режиссёр (Аки Каурисмяки), лучшая работа художника (Воутер Зон).
- 2012 — номинация на премию «Давид ди Донателло» за лучший европейский фильм.
- 2013: номинация на премию «Чешский лев» за лучший фильм на иностранном языке.